# Daron Malakian

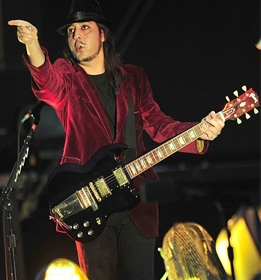
Daron Malakian (2011)

Daron Vartan Malakian (* 18. Juli 1975 in Hollywood, Kalifornien) ist Sänger und Gitarrist der Rockband Scars on Broadway. Bekanntheit erlangte Malakian als Gitarrist der US-amerikanischen Metal-Band System of a Down, für welche er den Großteil der Musik schrieb und zuletzt einen größeren Teil des Texteschreibens übernahm. Wie die anderen „SOAD“-Bandmitglieder ist auch Malakian armenischer Herkunft.

## Werdegang

### Kindheit
Malakian interessierte sich schon früh für Heavy Metal. Seit seine Cousine ihm im Alter von vier Jahren eine KISS-Aufnahme vorspielte, begeisterte er sich für diese Musikrichtung. Malakian begann, Bands wie Van Halen, Iron Maiden, Judas Priest, Mötley Crüe oder Black Sabbath zu hören. Im Teenageralter wandte er sich noch härterer Musik wie der von Slayer, Venom und Cannibal Corpse zu. Ungefähr mit 17 Jahren fand er Gefallen an den Beatles und nennt daher John Lennon einen seiner größten Einflüsse beim Schreiben von Songtexten. Als Kind ging Malakian auf eine armenische Schule in Hollywood, die auch seine späteren Bandkollegen Serj Tankian und Shavo Odadjian besuchten. Danach besuchte er die Roosevelt Middle School und ging schließlich auf die Glendale High School, wo er eigenen Angaben nach oft schwänzte und in viele Prügeleien verwickelt wurde. Malakian wollte ursprünglich Schlagzeug spielen, was ihm seine Eltern allerdings nicht erlaubten, woraufhin er begann, Gitarre zu spielen.

### System of a Down
1995 traf Malakian den späteren Sänger von System of a Down, Serj Tankian, während sich beide mit verschiedenen Bands dasselbe Probestudio teilten. Tankian spielte Keyboard für seine Band, Malakian war Leadsänger für seine. Nachdem sich beide Bands aufgelöst hatten, entschieden sie sich, zusammen die Band Soil zu gründen, in der Serj die Rolle des Leadsängers übernehmen würde. Bald stieß Shavo Odadjian dazu, welcher zunächst als Manager für Soil tätig war, später aber als Bassist einstieg. Kurze Zeit später kam Andy Khachaturian als Schlagzeuger dazu, welcher später von John Dolmayan ersetzt wurde – System of a Down hatten sich gefunden. Der Bandname rührt von einem Gedicht her, das Malakian über den Armenischen Genozid geschrieben und „Victims of a Down“ genannt hatte.
Malakian wurde vom Metal Edge Magazine zum viertbesten Gitarristen des Jahres 2005 gewählt.

### Sonstiges
Malakian war Co-Produzent der von Rick Rubin produzierten Alben von System of a Down, sowie der Bands The Ambulance und Bad Acid Trip, die sein Bandkollege Serj Tankian mit seinem Label Serjical Strike produziert. Ende 2003 gründete er das Label EatUrMusic, bei dem Amen als erste Band unter Vertrag stand. Infolge von System of a Down’s hiatus kündigt Malakian sein neues Projekt Scars on Broadway an – eine Band, die auch System of a Down’s Shavo Odadjian als Bassist mitwirken würde. Letztendlich war Odadjian jedoch nicht involviert, stattdessen wurde der Schlagzeuger System of a Down’s, John Dolmayan, ein Gründungsmitglied. Außerdem wirkten Amen-Sänger Casey Chaos und Zach Hill von Hella und Team Sleep mit. Die Band hat sich 2009 nach Veröffentlichung ihres ersten Albums (Scars on Broadway) aufgelöst und wurde 2010 neu gegründet.
Als während einer US-Tour Paul Landers, einer der beiden Rammstein-Gitarristen, zwischenzeitlich nach Deutschland zurück musste, sprang Malakian ein und spielte für ein Konzert bei Rammstein mit. Malakian wird zugeschrieben, dass er sich für die Legalisierung von Cannabis einsetzt, was er jedoch in einem Interview dementierte.
2010 ist er auf „Rise Up“, dem neuen Album von Cypress Hill zu hören. Der Song heißt „Trouble Seeker“ und Malakian trägt die Drums und Gitarre bei.
2014 ist er auf der Promosingle „Rebellion“ von Linkin Park zu hören. Er spielt neben Brad Delson Gitarre. Der Song erschien auf dem Album The Hunting Party. Der Song war eine Eigenproduktion von Mike Shinoda und Brad Delson.

## Diskografie

### Mit System of a Down
→ Siehe: Diskografie von System of a Down
- 1998: System of a Down
- 2001: Toxicity
- 2002: Steal This Album!
- 2005: Mezmerize
- 2005: Hypnotize

### Scars on Broadway
→ Siehe: Diskografie von Scars on Broadway
- 2008: Scars on Broadway

### Daron Malakian and Scars on Broadway
- 2018: Dictator
- 2025: Addicted to the Violence